# Ulica Składowa w Poznaniu
Ulica Składowa w Poznaniu – ulica w Poznaniu, zlokalizowana w centrum miasta, na południe od Dzielnicy Cesarskiej. Znajduje się pomiędzy aleją Niepodległości na wschodzie, a Wolnymi Torami na południu.
Ulicę wytyczono w początkach XX wieku, po zniwelowaniu umocnień zlikwidowanej Twierdzy Poznań. Prowadziła z centrum miasta w kierunku magazynów i składów na terenie towarowej części stacji Poznań Główny. Z czasem została zabudowana dalszymi magazynami, a w sąsiedztwie Parku Karola Marcinkowskiego także kamienicami. Wzdłuż ulicy prowadziła bocznica kolejowa, która łączyła od lat 60. XIX wieku dworzec główny z magazynami artyleryjskimi w obrębie umocnień twierdzy.
Przy ulicy Składowej znajdują się niektóre zabudowania Uniwersytetu Ekonomicznego oraz siedziba spółki Koleje Wielkopolskie. Ulica przebiega pod Mostem Dworcowym, gdzie ociera się o tyły biurowca Delta i stanowi jedną z dróg dojazdowych do dworca autobusowego zlokalizowanego w Zintegrowanym Centrum Komunikacyjnym.
Przy ulicy zlokalizowane są zabytkowe kamienice - pod numerami: 4, 8, 11, 12 i 16, pochodzące z końca XIX i pierwszej ćwierci XX wieku.
Dawniej część ulicy Składowej stanowiła ulica ekonomisty Edwarda Taylora – twórcy poznańskiej szkoły ekonomicznej. Odcinek ten, przylegający do budynku rektoratu Uniwersytetu Ekonomicznego, przemianowano na wniosek władz uczelni.